# Henry Walker
William Henry Walker (Huntington, Virginia Occidental, 9 de octubre de 1987) es un jugador de baloncesto estadounidense que pertenece a la plantilla de Gladiadores de Anzoátegui de la SPB. Con 1,98 metros de estatura, juega en la posición de escolta.

## Trayectoria deportiva

### High School
Walker estudió durante tres años en el North College Hill High School, siendo en todos ellos titular en su equipo, y estando considerado como uno de los diez mejores escolares del país. En ese periodo consiguió varios galardones, como aparecer en el segundo equipo All-America de la revista PARADE en 2006, en el mejor quinteto de ese año entre los jugadores de high school para EA Sports, o en el mejor quinteto del estado de Ohio elegido por los entrenadores, entre otros galardones.

### Universidad
Tras despertar el interés de muchas universidades de primer nivel de la División I de la NCAA, como Cincinnati, Connecticut, Illinois, Syracuse, Southern California y Texas, Walker finalmente se matriculó en la Universidad de Kansas State como estudiante a tiempo parcial para poder competir a partir del 16 de diciembre, cuando comenzaba el segundo semestre. Apenas pudo disputar seis partidos en su año como novato, ya que en enero de 2007 sufrió la rotura del ligamento cruzado anterior de su pierna izquierda en un partido ante Texas A&M, de la cual tuvo que ser operado, perdiéndose el resto de la temporada. Promedió 11,3 puntos y 4,5 rebotes, ganando en dos ocasiones el premio de rookie de la semana y finalmente incluido en el mejor quinteto de novatos de la Big 12 Conference.
En la temporada 2007-08, Walker promedió 16,1 puntos y 6,3 rebotes en 31 partidos disputados. Igualó su mejor marca anotadora en un partido el 23 de febrero de 2008 ante Baylor, anotando 31 puntos y capturando 11 rebotes, que sumados a los de su compañero de equipo Michael Beasley consiguieron 75 de los 86 puntos de los Jayhawks. En el total de su trayectoria universitaria promedió 14,9 puntos y 5,9 rebotes por partido.
El 14 de abril anunció, junto con su compañero Michael Beasley  su intención de presentarse al Draft de la NBA.

#### Estadísticas
| Temporada | P  | PT | TCC | TCI | %TC  | TLC | TLC | %TL  | 3PC | 3PI | %T3  | REB | ASIS | ROB | TAP | PTS | MEDIA |
| 2006-07   | 6  | 5  | 26  | 65  | .400 | 16  | 24  | .667 | 0   | 9   | .000 | 27  | 5    | 4   | 0   | 68  | 11.3  |
| 2007-08   | 31 | 28 | 181 | 389 | .465 | 101 | 137 | .737 | 35  | 114 | .307 | 196 | 59   | 27  | 17  | 498 | 16.1  |
| Total     | 37 | 33 | 207 | 454 | .456 | 117 | 161 | .727 | 35  | 123 | .285 | 223 | 64   | 31  | 17  | 566 | 15.3  |

### Profesional
Fue elegido en la cuadragesimoséptima posición del Draft de la NBA de 2008 por Washington Wizards, quienes poco después traspasarían sus derechos a los Boston Celtics. El 22 de agosto firmó contrato con este equipo, donde lucirá el número 12 en su camiseta.
El 18 de febrero de 2010 fue traspasado a New York Knicks junto con J.R. Giddens y Eddie House a cambio de Nate Robinson y Marcus Landry. El 25 de diciembre de 2011 tuvo un altercado con su excompañero Kevin Garnett. El 20 de abril de 2012 fue despedido por los Knicks para hacer un hueco en la plantilla al pívot Dan Gadzuric.
Desde 2019 a 2021, jugaría en Japón en las filas del Shiga Lakestars de la B.League.
En octubre de 2021, firma por el Club La Cancha de la Liga Nacional de Baloncesto de República Dominicana.

## Estadísticas de su carrera en la NBA

### Temporada regular
| Año     | Equipo   | PJ  | PT | MPP  | %TC  | %3P  | %TL   | RPP | APP | ROB | TPP | PPP  |
| ------- | -------- | --- | -- | ---- | ---- | ---- | ----- | --- | --- | --- | --- | ---- |
| 2008-09 | Boston   | 29  | 0  | 7.4  | .621 | .000 | .696  | 1.0 | .4  | .2  | .1  | 3.0  |
| 2009-10 | Boston   | 8   | 0  | 3.6  | .500 | .000 | 1.000 | .6  | .4  | .0  | .0  | 1.0  |
| 2009-10 | New York | 27  | 13 | 27.4 | .518 | .431 | .787  | 3.1 | 1.4 | .9  | .1  | 11.9 |
| 2010-11 | New York | 61  | 1  | 12.9 | .441 | .386 | .705  | 2.0 | .6  | .3  | .1  | 4.9  |
| 2011-12 | New York | 32  | 8  | 19.4 | .398 | .319 | .850  | 2.5 | 1.2 | .6  | .2  | 5.9  |
| 2014-15 | Miami    | 24  | 13 | 26.2 | .345 | .341 | .778  | 3.4 | 1.2 | 1.0 | .4  | 7.3  |
| Total   |          | 181 | 35 | 16.7 | .446 | .369 | .760  | 2.2 | .8  | .5  | .1  | 6.0  |

### Playoffs
| Año   | Equipo   | PJ | PT | MPP  | %TC  | %3P  | %TL   | RPP | APP | ROB | TPP | PPP |
| ----- | -------- | -- | -- | ---- | ---- | ---- | ----- | --- | --- | --- | --- | --- |
| 2009  | Boston   | 4  | 0  | 2.5  | .000 | .000 | 1.000 | .0  | .0  | .5  | .0  | .5  |
| 2011  | New York | 4  | 0  | 22.3 | .300 | .273 | .667  | 3.3 | 1.0 | 1.2 | .0  | 5.8 |
| Total |          | 8  | 0  | 12.4 | .281 | .273 | .800  | 1.6 | .5  | .9  | .0  | 3.1 |